# Helmut Ruska

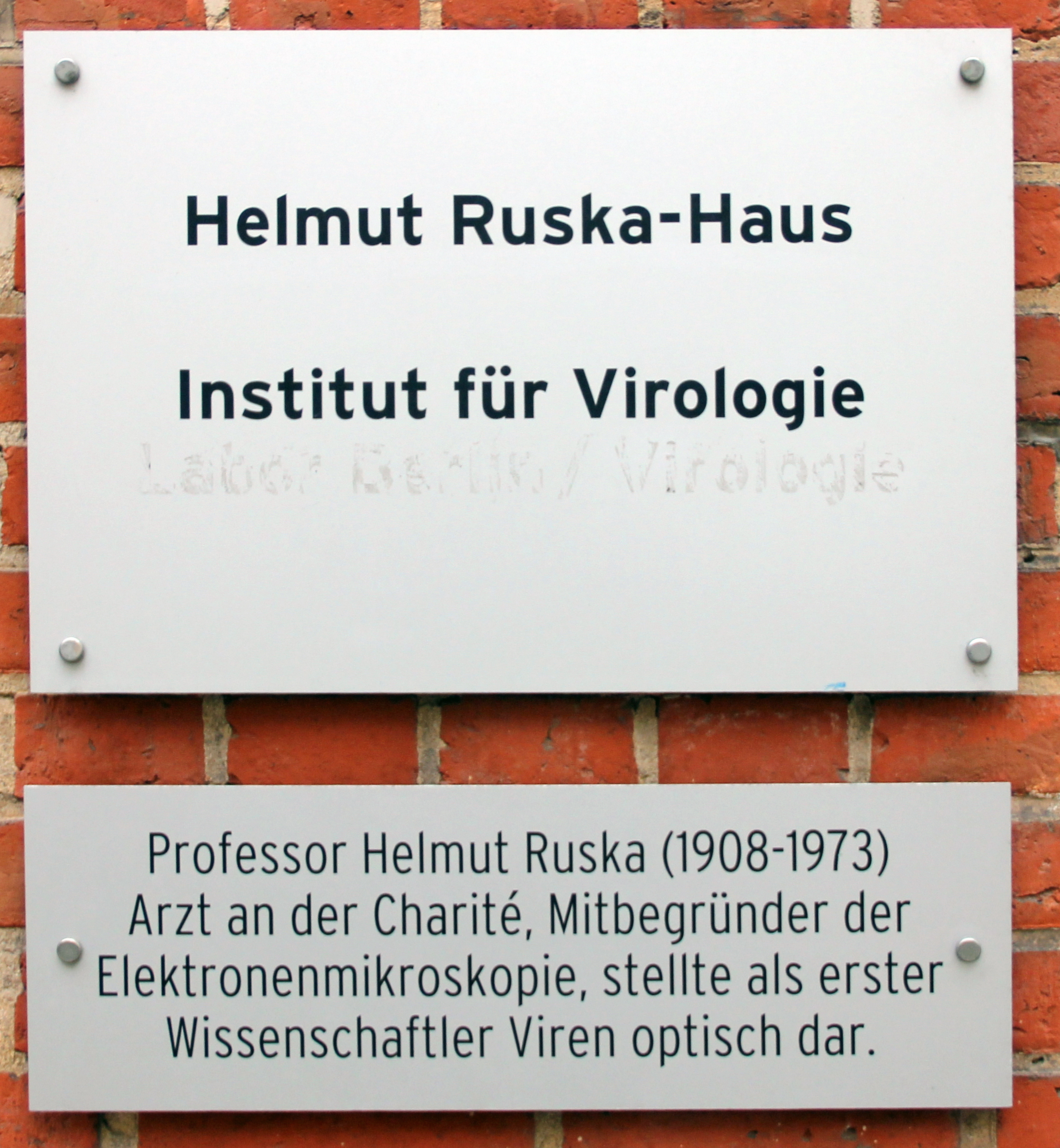
Gedenktafel am Haus, Rahel-Hirsch-Weg, in Berlin-Mitte

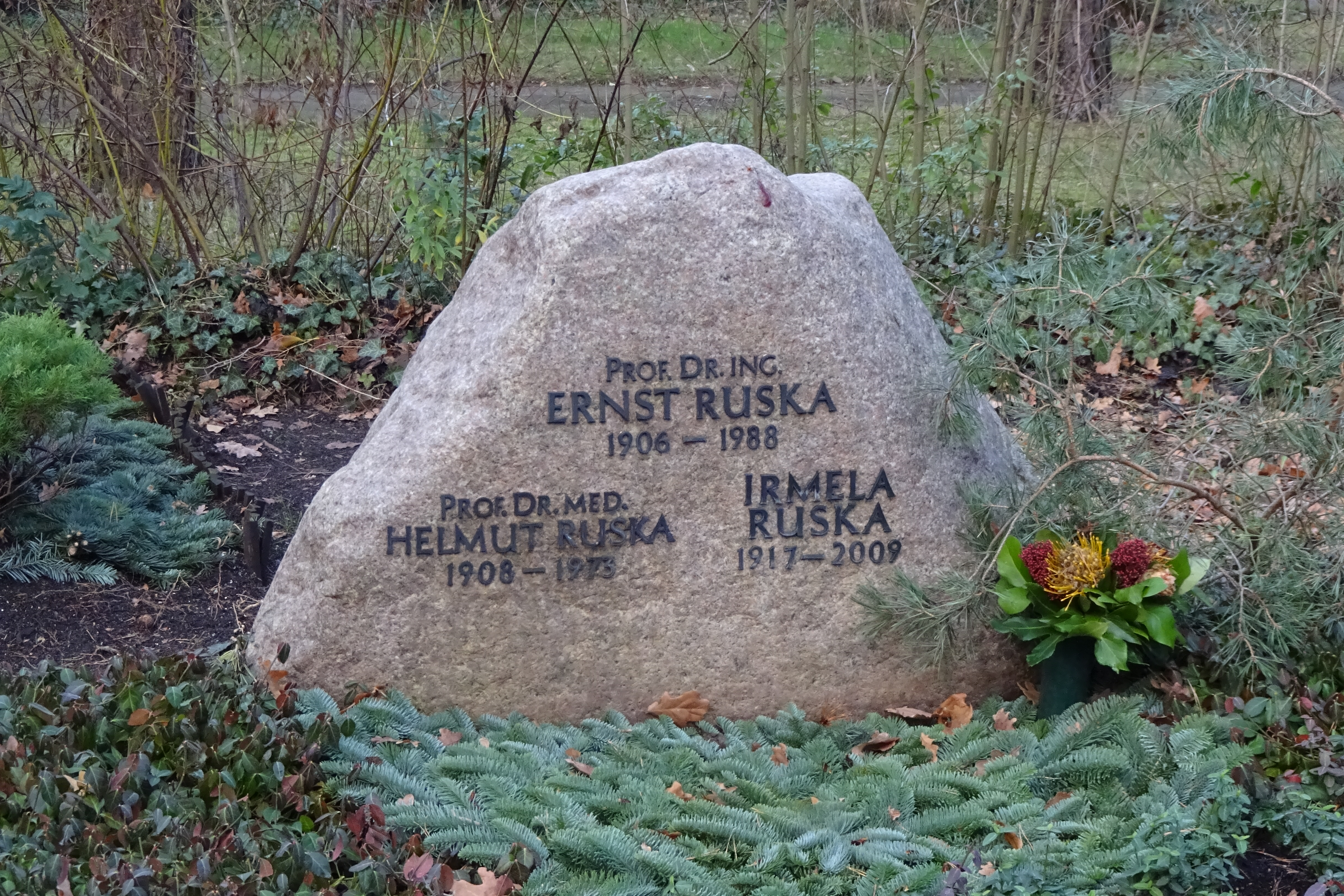
Grabstein für Ernst Ruska und Helmut Ruska auf dem Waldfriedhof Zehlendorf

Helmut Philipp Georg Ruska (* 7. Juni 1908 in Heidelberg; † 30. August 1973 in Düsseldorf) war ein deutscher Mediziner und Pionier der Elektronenmikroskopie.

## Leben
Helmut Ruska wurde als Sohn des Orientalisten Julius Ruska (1867–1949) und Elisabeth Ruska, geborene Merx (1874–1945), geboren. Von 1927 bis 1932 studierte er Medizin in München, Innsbruck, Berlin und Heidelberg. Er promovierte bei Ludolf von Krehl. Ab 1936 war er als Assistent bei Richard Siebeck (1883–1965) an der I. Medizinischen Klinik der Charité in Berlin, wo er 1940 seinen Facharzt für Innere Medizin erwarb, ab 1943 an der Medizinischen Klinik in Heidelberg tätig. Im selben Jahr habilitierte er sich in Berlin mit einer Arbeit über die Morphologie von Bakteriophagen.
Zwischen 1938 und 1945 war Helmut Ruska Leiter des Laboratoriums für angewandte Elektronenmikroskopie bei der Siemens & Halske AG, Berlin-Spandau, ab 1944 Insel Riems. Mit Gustav Adolf Kauasche und Eduard Pfankuch wies Ruska 1938 mit dem „Übermikroskop“ erstmalig „ultravisible“ Viren als sichtbare Makromoleküle nach. Es handelte sich um das Virus der Tabak-Mosaikkrankheit und das Kartoffel-x-Virus. Im Jahr 1939 erfolgte eine erste zusammenfassende Publikation zur Struktur von Viren. 1943 schlug er die Taxonomie von Viren nach morphologischen Kriterien vor.
1948 bis 1951 war Ruska Professor mit Lehrauftrag an der Berliner Universität, Leiter der Abt. für Mikromorphologie der Deutschen Akademie der Wissenschaften in Berlin-Buch bzw. am Max-Planck-Institut für physikalische Chemie und Elektro-Chemie in Berlin-Dahlem. Von 1952 bis 1958 war er Leiter der Abt. für Mikromorphologie am New York State Department of Health mit gleichzeitiger Tätigkeit am Sloan-Kettering-Institute for Cancer Research und als Associate Professor der Union University in Albany (New York). Ab 1958 war Ruska Direktor des Instituts für Biophysik und Elektronenmikroskopie der Medizinischen Akademie in Düsseldorf, die 1965 in die Universität Düsseldorf umgewandelt wurde.
Helmut Ruska war zweimal verheiratet und hatte drei Kinder. Aus seiner ersten Ehe hat er zwei Töchter und aus zweiter Ehe einen Sohn.
Helmut Ruska liegt neben seinem Bruder Ernst Ruska auf dem Waldfriedhof (Grabstätte Abt. XX-AW 51) in Berlin-Zehlendorf begraben.

## Werk
Ruska gilt als Wegbereiter der medizinisch-biowissenschaftlichen Elektronenmikroskopie. Gemeinsam mit seinem Bruder Ernst Ruska und seinem Schwager Bodo von Borries entwickelte er das Elektronenmikroskop zur Serienreife, wobei er insbesondere die Nutzung der neuen Technik für die Aufklärung biomedizinischer Fragen vorantrieb. Ab 1938 wurde Elektronenmikroskopie (damals Übermikroskopie genannt) von Ruska und anderen in die Medizin und Biologie eingeführt. Ruska machte als weltweit erster Wissenschaftler Viren sichtbar und schuf die Grundlagen der bis heute bestehenden Virustaxonomie. Seine Arbeiten zur Feinstruktur von Molekülen, Organellen und Zellen (z. B. Fibrin bei der Blutgerinnung, Glykogenspeicherung, pflanzliches Chlorophyll, Bakterien-, Epithel-, Muskel-, Sinnes- und Blutzellen) waren bahnbrechend.

## Auszeichnungen und Mitgliedschaften
1956 erhielt Ruska den Aronson-Preis in Berlin.
1962 wurde er von der Max-Planck-Gesellschaft zum Auswärtigen Wissenschaftlichen Mitglied am Fritz-Haber-Institut berufen.
1970 erhielt der Mediziner den Paul-Ehrlich-und-Ludwig-Darmstaedter-Preis gemeinsam mit seinem Bruder Ernst Ruska.
1973 wurde er zum Mitglied der Deutschen Akademie der Naturforscher Leopoldina gewählt.